# His Best (Howlin’-Wolf-Album)
His Best ist ein Kompilationsalbum von Howlin’ Wolf und wurde als Teil der MCA/Chess 50th-Anniversary-Serie 1997 veröffentlicht.

## Allgemeines
Mit Ausnahme von His Greatest Sides, Vol. 1 aus den frühen 1980er-Jahren gab es keine Sammlung von Wolfs besten Aufnahmen auf einer CD. Dieser Missstand wurde mit dieser CD beseitigt, und sie dient als Einführung in das Werk Howlin’ Wolfs.
11 der 20 Songs sind von Willie Dixon entweder geschrieben oder er ist Co-Autor. Die ersten beiden Titel wurden ursprünglich von Sam Phillips aufgenommen, der die Masterbänder an Chess Records verkaufte.
Das Album wurde 2001 von Universal neu aufgelegt.

## Titel

### Titelliste
1. Moanin’ at Midnight (Burnett, Howlin’ Wolf) – 2:56
2. How Many More Years (Burnett, Howlin’ Wolf) – 2:43
3. Evil (Dixon) – 2:55
4. Forty-Four (Howlin’ Wolf) – 2:49
5. Smokestack Lightning (Burnett, Howlin’ Wolf) – 3:09
6. I Asked for Water (She Gave Me Gasoline) (Burnett, Howlin’ Wolf) – 2:52
7. Who’s Been Talking? (Howlin’ Wolf) – 2:24
8. Sitting on Top of the World (Burnett, Chatmon, Dylan, Vinson) – 2:34
9. Howlin’ for My Darlin’ (Burnett, Dixon, Howlin’ Wolf) – 2:33
10. Wang Dang Doodle (Dixon) – 2:25
11. Back Door Man (Berry, Burnett, Dixon) – 2:51
12. Spoonful (Dixon) – 2:45
13. Shake for Me (Dixon) – 2:18
14. The Red Rooster (Dixon) – 2:29
15. I Ain’t Superstitious (Dixon) – 2:56
16. Goin’ Down Slow (Franklin, Oden, Oden) – 4:04
17. Three Hundred Pounds of Joy (Dixon) – 3:07
18. Hidden Charms (Dixon) – 2:23
19. Built for Comfort (Dixon) – 2:39
20. Killing Floor (Burnett, Howlin’ Wolf) – 2:49

### Aufnahmedaten
Track eins und zwei wurden in Memphis, Tennessee aufgenommen, die restlichen 18 Aufnahmen in Chicago, Illinois.
- Titel 1 und 2: Mai oder August 1951
- Titel 3: 25. Mai 1954
- Titel 4: Oktober 1954
- Titel 5: Januar 1956
- Titel 6: 19. Juli 1956
- Titel 7: 24. Juni 1957
- Titel 8: Dezember 1957
- Titel 9: Juli 1959
- Titel 10 bis 14: Juni 1960
- Titel 15 und 16: Dezember 1961
- Titel 17 bis 19: 14. August 1963
- Titel 20: August 1964

### Musiker
- Titel 1 und 2:

Schlagzeug: Willie Steele · Gitarre: Willie Johnson
- Titel 3 und 4:

Bass: Willie Dixon · Schlagzeug: Earl Phillips · Gitarre: Hubert Sumlin, Jody Williams · Piano: Otis Spann
- Titel 5:

Bass: Willie Dixon · Schlagzeug: Earl Phillips · Gitarre: Hubert Sumlin, Willie Johnson · Piano: Horsea Lee Kennard
- Titel 6:

Bass: Willie Dixon · Schlagzeug: Earl Phillips · Gitarre: Hubert Sumlin, Otis „Smokey“ Smothers · Piano: Horsea Lee Kennard
- Titel 7:

Bass: Alfred Elkins · Schlagzeug: Earl Phillips · Gitarre: Otis „Smokey“ Smothers, Willie Johnson · Piano: Horsea Lee Kennard · Tenorsaxophon: Adolph „Billy“ Duncan
- Titel 8:

Bass: Alfred Elkins · Schlagzeug: Earl Phillips · Gitarre: Hubert Sumlin · Piano: Horsea Lee Kennard
- Titel 9:

Schlagzeug: S.P. Leary · Gitarre: Abe Smothers, Hubert Sumlin · Piano: Horsea Lee Kennard · Tenorsaxophon: Abb Locke
- Titel 10:

Bass: Willie Dixon · Schlagzeug: Fred Below · Gitarre: Hubert Sumlin · Piano: Otis Spann
- Titel 11 und 12:

Bass: Willie Dixon · Schlagzeug: Fred Below · Gitarre: Hubert Sumlin · Piano: Otis Spann
- Titel 13 und 14:

Bass: Willie Dixon · Schlagzeug: Sam Lay · Gitarre: Howlin’ Wolf, Hubert Sumlin, Jimmy Rogers · Piano: Johnny Jones
- Titel 15 und 16:

Bass: Willie Dixon · Schlagzeug: Sam Lay · Gitarre: Howlin’ Wolf, Hubert Sumlin, Jimmy Rogers · Piano: Henry Gray
- Titel 17 bis 19:

Bariton-Saxophon: Donald Hankins · Bass: Buddy Guy · Schlagzeug: Sam Lay · Gitarre: Hubert Sumlin · Piano: Lafayette Leake · Tenorsaxophon: J. T. Brown
- Titel 20:

Baritonsaxophon: Donald Hankins · Bass: Andrew McMahon · Schlagzeug: Sam Lay · Gitarre: Buddy Guy, Hubert Sumlin · Piano: Lafayette Leake · Tenorsaxophon: Arnold Rogers

## Kritikerstimmen
In der Produktinfo von CD Universe wird das Album als von Beginn bis Ende herausragend bezeichnet und Cub Koda meint auf All Music Guide, dass diese CD unter den ersten sein soll, wenn man eine perfekte Bluessammlung aufbauen will. Auch Culturdose betont die Eignung als Beginn einer Sammlung von Howlin’ Wolf.